# Сан Пиетро ин Гу
Сан Пиѐтро ин Гу̀ (на италиански: San Pietro in Gu; на венециански: San Piero en Gu, Сан Пиеро ен Гу) е малко градче и община в Северна Италия, провинция Падуа, регион Венето. Разположено е на 45 m надморска височина. Населението на общината е 4523 души (към 2010 г.).